# Jochem Hoekstra
Jochem Hoekstra (21 de outubro de 1992) é um ciclista profissional holandês que alinhou para a equipa Jo Piels.

## Palmarés
- 2014
  - 1 etapa da Carpathia Couriers Paths
  - Tour de Berlim, mais 1 etapa

- 2015
  - Omloop der Kempen